# Comodon
Comodon — вимерлий рід ссавців пізнього юрського періоду з формації Моррісон у штаті Вайомінг. Скам'янілості цього таксону присутні в стратиграфічній зоні 5.

## Систематика
Comodon was originally named Phascolodon by Simpson (1925). Однак назва Phascolodon вже використовувалась для інфузорії, описаної в 1859 році, і замість неї назва Comodon («зуб з Комо-Блафф») була створена Kretzoi & Kretzoi (2000). Тим часом Cifelli & Dykes (2001) придумали заміну назви Phascolotheridium для Phascolodon, не знаючи про статтю Kretzoi та Kretzoi (2000).